# Lamberville (Manche)
Lamberville ist eine französische Gemeinde mit 167 Einwohnern (Stand: 1. Januar 2022) im Département Manche in der Region Normandie. Sie gehört zum Arrondissement Saint-Lô und zum Kanton Condé-sur-Vire.
Sie liegt zwischen Saint-Lô und Caen und grenzt im Westen und im Norden an Saint-Jean-d’Elle, im Osten an Biéville, im Süden an Saint-Amand und im Südwesten an Précorbin.

## Bevölkerungsentwicklung
| Jahr      | 1962 | 1968 | 1975 | 1982 | 1990 | 1999 | 2008 | 2018 |
| --------- | ---- | ---- | ---- | ---- | ---- | ---- | ---- | ---- |
| Einwohner | 236  | 229  | 202  | 192  | 176  | 169  | 158  | 172  |

## Sehenswürdigkeiten

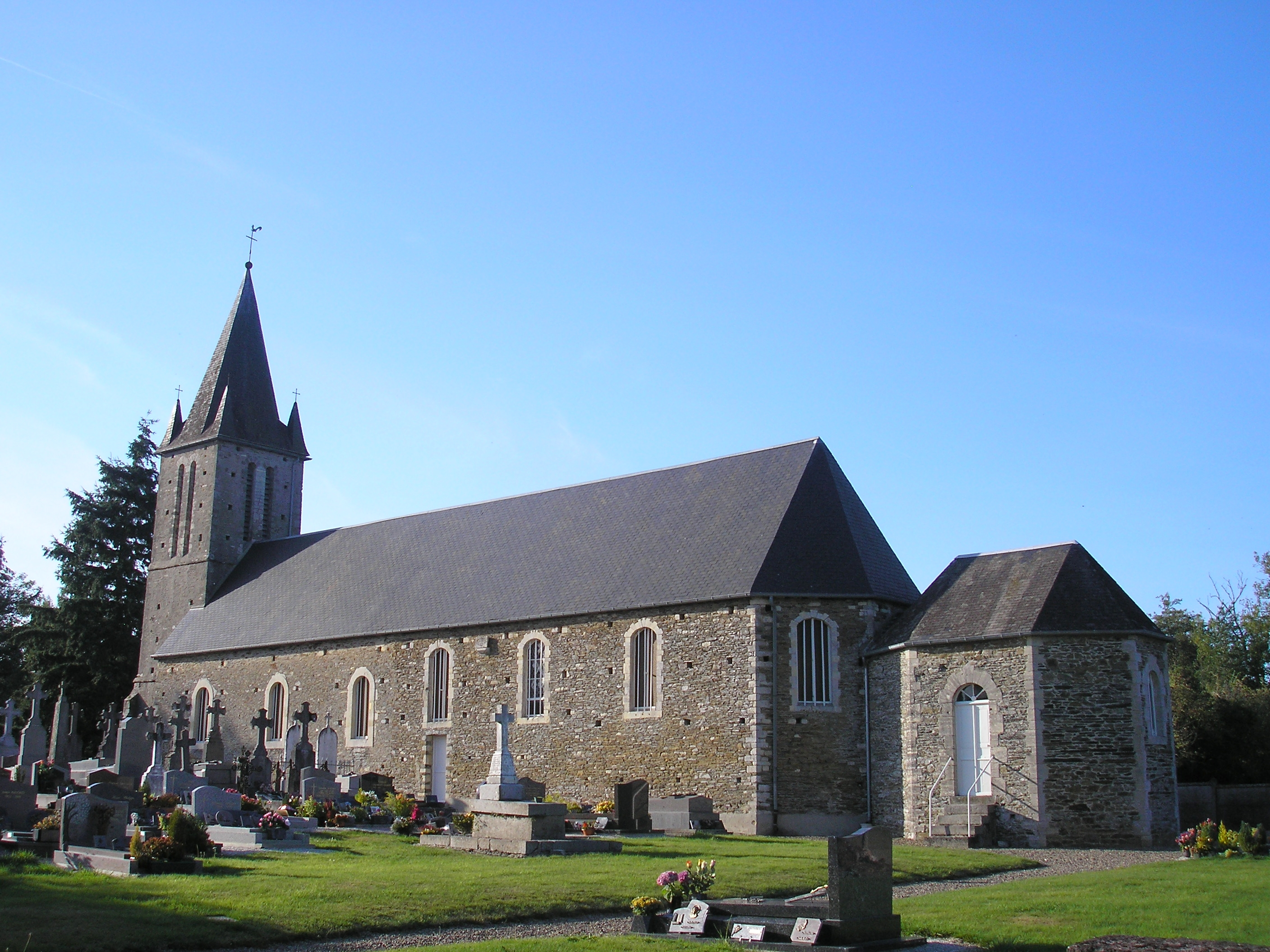
Kirche Saint-Jean

- Kirche Saint-Jean